# Розенау (Бранденбург)
Розенау (њем. Rosenau) општина је у њемачкој савезној држави Бранденбург. Једно је од 38 општинских средишта округа Потсдам-Мителмарк. Према процјени из 2010. у општини је живјело 981 становника. Посједује регионалну шифру (AGS) 12069537.

## Географски и демографски подаци
Розенау се налази у савезној држави Бранденбург у округу Потсдам-Мителмарк. Општина се налази на надморској висини од 40 метара. Површина општине износи 49,4 km². У самом мјесту је, према процјени из 2010. године, живјело 981 становника. Просјечна густина становништва износи 20 становника/km².